# Banque des États de l'Afrique centrale
Ne doit pas être confondu avec Banque centrale des États de l'Afrique de l'Ouest.
La Banque des États de l'Afrique centrale (BEAC) est la principale institution monétaire de la Communauté économique et monétaire de l'Afrique centrale (CEMAC) et la banque centrale commune aux six États qui la constituent (Cameroun, République centrafricaine, République du Congo, Gabon, Guinée équatoriale et Tchad).
Créée le 22 novembre 1972 par les accords de coopération monétaire signés à Brazzaville, elle succède à la Banque centrale des États de l'Afrique équatoriale et du Cameroun. Elle siège à Yaoundé depuis janvier 1977.
La BEAC a pour missions de définir et de conduire la politique monétaire de la CEMAC, d'émettre sa monnaie fiduciaire (billets de banque et pièces de monnaie en franc CFA), d'en conduire la politique de change, de détenir et de gérer les réserves de change de ses États membres, de promouvoir le bon fonctionnement des systèmes de paiement et de promouvoir la stabilité financière.

## Histoire
La BEAC est l'héritière de la Banque Centrale des États de l'Afrique Equatoriale et du Cameroun (BCEAEC), créée le 14 avril 1959 à l'initiative de la France. Le 22 novembre 1972, les cinq pays réunis à Brazzaville ont signé des conventions de coopération financière entre eux et avec la France qui ont servi de base à l'utilisation continue du franc CFA, rebaptisé « Coopération financière en Afrique » au lieu de « Communauté française d'Afrique ». En vertu de ces accords, la BEAC a été créée pour succéder à la BCEAEC et gérer la monnaie commune, avec une garantie de convertibilité fournie par le Trésor français. Le 1er février 1973, les États membres se sont réunis à Fort-Lamy et ont décidé d'installer la nouvelle institution au Cameroun. La BEAC a tenu sa première réunion du conseil d'administration le 13 mars 1973 et a commencé ses opérations le 2 avril 1973. Le transfert complet de l'activité du siège social de Paris à Yaoundé a été achevé au début de 1977. La Guinée équatoriale a rejoint l'accord monétaire et la BEAC le 1er janvier 1985.
Le 16 octobre 1990, à la suite d'une réforme similaire lancée par la BCEAO au début de la même année, les États membres ont décidé de mutualiser leur supervision bancaire et ont créé à cet effet la Commission bancaire de l'Afrique centrale (COBAC) au sein de la BEAC. Le 17 janvier 1992, un accord de suivi a harmonisé la réglementation bancaire dans la région, ouvrant la voie à la création effective de la COBAC en janvier 1993. Les statuts de la BEAC ont été révisés fin 1999, puis à nouveau en 2010, pour lui accorder une plus grande indépendance.

### 2004: nouvelle série de billets
Depuis novembre 2004, une nouvelle série de billets est disponible. Ces billets, réputés modernes, font l'objet de critiques quant à leur solidité, notamment les billets de 500 francs et de 1 000 francs qui peuvent circuler des années sans retourner dans une banque et seraient inutilisables au bout de six mois.[réf. souhaitée]

### 2006: nouvelle série de pièces
Afin de fluidifier la circulation des pièces, la BEAC passé une commande d'ampleur historique (1,250 milliard de pièces courantes), signée à Paris le 26 mai 2005 par le gouverneur Jean Félix Malepot et le ministre français de l’Économie et des Finances Thierry Breton, représentant le fabricant, la Monnaie de Paris.
L’objectif de la BEAC est de vaincre la pénurie de pièces, aligner les pièces sur les nouveaux standards internationaux en vue de les protéger des contrefaçons et des usages détournés et redonner un certain dynamisme aux visuels des pièces circulant dans leur zone d’émission.
Toutes les étapes conceptuelles, techniques et de production ayant été régulièrement franchies avec succès, la BEAC a présenté ces nouvelles pièces le 20 mars 2006, pour une mise en circulation le 29 mars 2006 dans les six pays de la Communauté économique et monétaire de l'Afrique centrale.
Cette nouvelle gamme de pièces est constituée comme la précédente de huit valeurs : 1, 2, 5, 10, 25, 50, 100 et 500 francs CFA. La technologie bimétallique a été introduite pour la première fois avec la pièce de 100 francs CFA bicolore de couleur grise au cœur et de couronne jaune-or brillant.
La thématique est commune à toutes les coupures :
- face : toutes les pièces de la gamme comportent sur la face, la valeur faciale et la mention de l’unité monétaire (franc CFA) écrites en très gros caractères, offrant ainsi une meilleure lisibilité au public, y compris pour les malvoyants ;
- revers : le graphisme du revers est le même sur toutes les coupures de la gamme. Il représente un panier de fruits tropicaux avec la valeur faciale reprise en plus petits caractères, le tout entouré de figures géométriques. Le sigle « CEMAC » surplombe la valeur faciale.

### 2019: nouvelle série de billets
La Banque des États de l’Afrique centrale (BEAC) émet à partir de novembre 2019, une nouvelle gamme de billets de banque dans les six pays de la Communauté économique et monétaire de l’Afrique centrale (CEMAC). Elle remplacera progressivement les anciens billets officiellement mis en service en novembre 2003. La nouvelle gamme remplacera les petites coupures de 500, 1 000 et 2 000 francs CFA-CEMAC et de grosses coupures de 5 000 et 10 000 francs utilisées actuellement dans les six pays concernés. En novembre 2022, La Banque des États de l’Afrique centrale (Beac) annonce la mise en circulation des nouveaux billets de banque à partir du 15 décembre 2022. Leur sécurisation a été confiée à l’entreprise suisse Sicpa.

### Réforme de la zone Cemac
Le 22 novembre 2019, s'est ouvert à Yaoundé un sommet extraordinaire des six pays de la Communauté économique et monétaire de l'Afrique centrale (CEMAC), présidée par Paul Biya, pour débattre notamment de l'avenir du franc CFA. Après les pays d'Afrique de l'Ouest pour la monnaie unique, c'est au tour de l'Afrique centrale de questionner la pertinence d'une monnaie aux réserves de change déposées en France et convertible en euro, présentée par certains comme « héritée de la colonisation ».
Le 17 mars 2023, les chefs d'État d'Afrique centrale se réunissent à la 15e conférence des pays de la Communauté économique et monétaire de l’Afrique centrale (Cemac). Concernant l'avenir du franc CFA, il est préconisé le changement de nom de la monnaie, le retrait progressif des représentants français au sein des organes de décision et de contrôle de la Banque centrale, la clôture du compte d'opération dans les livres de la Banque de France et le rapatriement des réserves de change au siège de la banque centrale.

### 2025: nouvelle série de billets
En avril 2025, la Banque des États de l’Afrique centrale (BEAC)  lance, une nouvelle gamme de pièces de monnaie baptisée « type 2024 ». Cette initiative vise à moderniser et à renforcer l'utilisation des paiements en espèces dans les six pays sous l'émission de la BEAC.

## Organisation

La BEAC est la banque centrale des États en rouge.

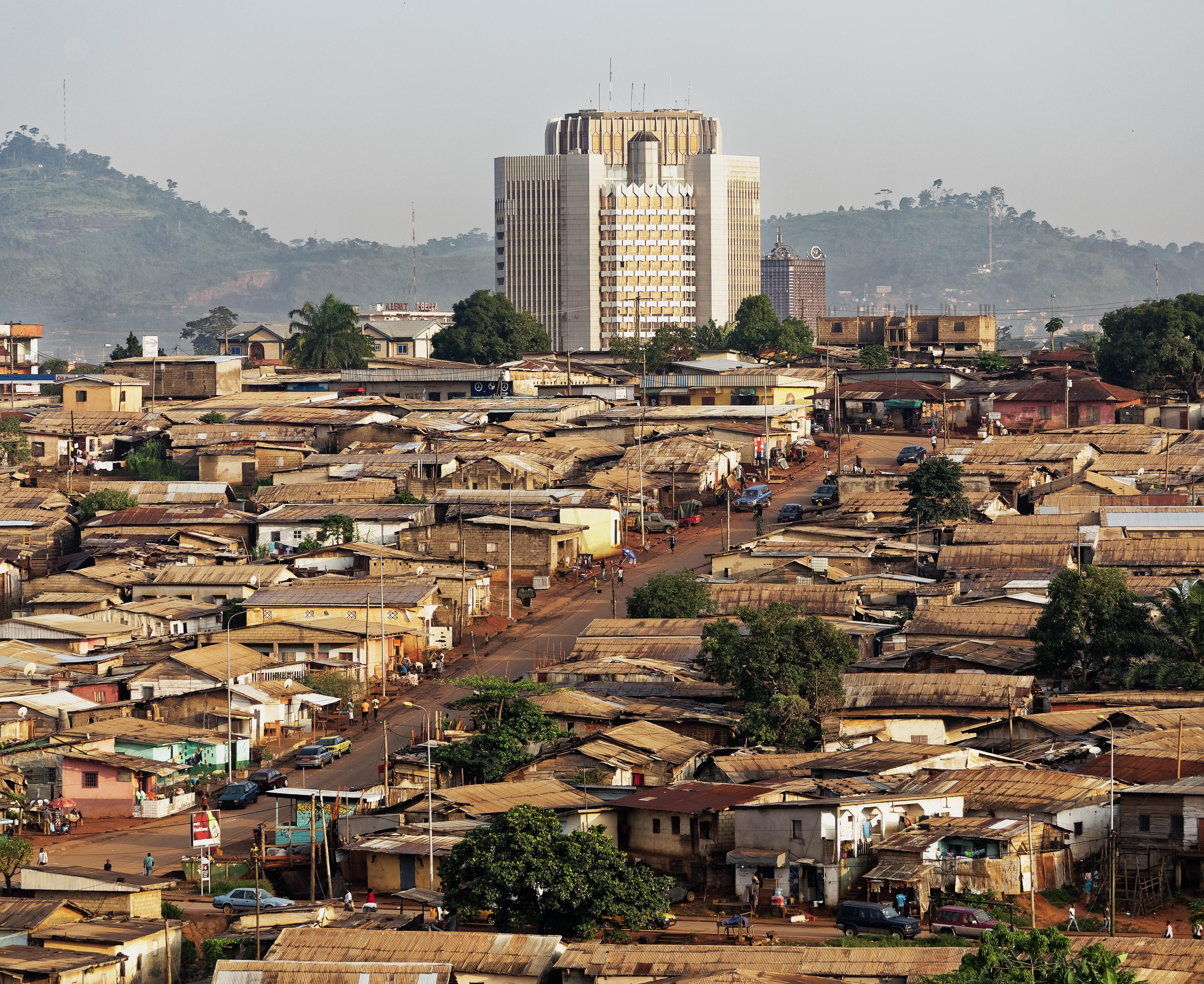
La BEAC et le quartier environnant.

Le gouverneur de la Banque est nommé par la Conférence des chefs d'État de la CEMAC. La durée de son mandat est de sept ans non renouvelable. Il assure la direction de la Banque. À ce titre, il veille au respect de ses statuts.
De même, le gouverneur représente la Banque vis-à-vis des tiers. Il organise et dirige les services de l'Institut d'émission.
Le gouverneur est assisté, dans l'exercice de ses fonctions, par le vice-gouverneur, le secrétaire général et trois directeurs généraux, nommés chacun pour six ans non renouvelable, par la Conférence des chefs d'État de la CEMAC.

## Administration générale
Au siège central, l'institut d'émission fonctionne avec neuf directions centrales, cinq départements et une cellule d'études. Les départements et la cellule d'études sont directement rattachés au Secrétariat général. C'est aussi l'institut d'émission monétaire du franc CFA BEAC, qui a cours légal dans les pays membres de la CEMAC.
Grâce à un accord monétaire avec la France, le franc CFA BEAC était convertible avec le franc français, jusqu'à la fin de 1999, par un taux fixe (révisable) garanti par le dépôt par la BEAC d'un fonds de réserve à la Banque de France, constitué par les apports des banques centrales nationales (BCN) de chaque pays membre de la CEMAC.
À la fin de 1999, l'euro ayant remplacé le franc français, l'accord monétaire avec la France a été maintenu (après accord de la BCE), mais redéfini par un taux fixe avec l'euro encore garanti (sous certaines conditions) par la Banque de France, en échange du maintien du fonds de réserve.
Cependant, la BEAC reste libre de composer des fonds de réserve supplémentaires (en métal ou en devises) avec d'autres banques centrales afin de faciliter le commerce international et disposer de réserves de change supplémentaires dans d'autres devises que l'euro, ou de mettre fin à la convertibilité du franc CFA BEAC avec l'euro si nécessaire.

## Gouverneurs
Casimir Oyé Mba (Gabon) fut le premier africain à avoir occupé le poste de gouverneur de la BEAC (1977-1990) après le transfert du siège central de la banque de Paris (France) à Yaoundé (Cameroun).
D'après la coutume, le poste de gouverneur est réservé au Gabon, le vice-gouverneur devant être originaire de république du Congo et le secrétaire général, du Tchad. Lors du dernier sommet des chefs d'État de la Communauté des États d'Afrique centrale qui s'est tenu à Bangui, en République centrafricaine du 15 au 17 janvier 2010, il a été décidé à l'unanimité, que désormais, la tête du gouvernement de la BEAC serait rotative et selon l'ordre alphabétique du nom des États. Certainement parce que c'était son idée, en lieu et place du Cameroun premier nom par ordre alphabétique sur la liste des États de cette sous-région, c'est la Guinée équatoriale d'Obiang Nguema qui prendra le premier tour de gouvernement.
La durée du mandat d'un gouverneur est de sept ans non renouvelable.
| Rang | Nom                  | Mandat      |
| ---- | -------------------- | ----------- |
| 1er  | Christian Joudiou    | (1972-1977) |
| 2e   | Casimir Oyé Mba      | (1977-1990) |
| 3e   | Jean-Félix Mamalepot | (1990-2007) |
| 4e   | Philibert Andzembé   | (2007-2010) |
| 5e   | Lucas Abaga N'Chama  | (2010-2017) |
| 6e   | Abbas Mahamat Tolli  | (2017-2024) |
| 7e   | Yvon Sana Bangui     | (2024-2031) |

## Polémiques

### Cas de corruption
Selon des informations diffusées par le site WikiLeaks concernant un détournement de 30 millions d'euros de la BEAC, « les dirigeants gabonais ont utilisé les fonds détournés pour leur enrichissement personnel et, suivant les instructions de Bongo, ont remis une partie de l'argent à des partis politiques français ». En France, cet argent aurait été destiné « aux deux camps, mais surtout à droite, en particulier à Jacques Chirac mais aussi Nicolas Sarkozy ». Le Monde a choisi de ne pas diffuser cette information dans la mesure où elle n'est pas vérifiable.

### Cadres juridique avec les groupes pétrolières
En 2025, une nouvelle mesure entre en vigueur, la mesure est l'obligation pour les compagnies pétrolières de rapatrier, au sein de la banque sous-régionale, les fonds de réhabilitation de l'environnement des gisements taris, une mesure prise en 2018 prévoit que ces sommes soient séquestrées et donc pas utilisables directement par la BEAC, une proposition de loi américaine est également déposée au congrès, en avril 2025, pour retirer le soutien des États-Unis à l'action du FMI dans la zone CEMAC, si une évaluation des réserves de change n'est pas réalisée.